# Tryggvi Þórhallsson

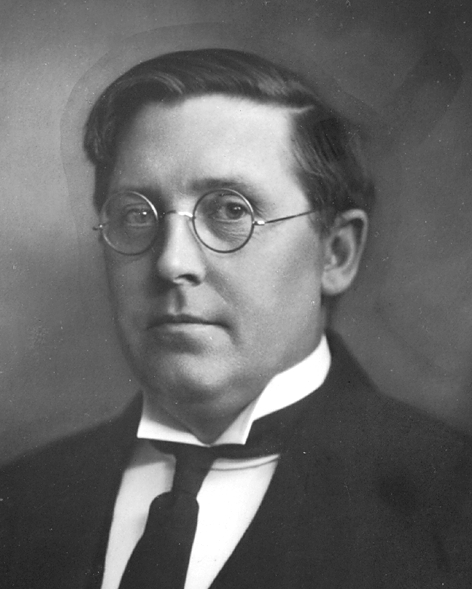
Tryggvi Þórhallsson

Tryggvi Þórhallsson (* 9. Februar 1889 in Reykjavík; † 31. Juli 1935) war ein isländischer Politiker der Fortschrittspartei (Framsóknarflokkurinn) sowie Premierminister von Island.

## Biografie
Tryggvi Þórhallsson, der seine Hochschulzugangsberechtigung (stúdentspróf) 1908 am Menntaskólinn í Reykjavík erwarb, dem ältesten Gymnasium Islands, absolvierte im Anschluss wie sein Vater Þórhallur Bjarnarson, der von 1908 bis 1916 Bischof von Island war, ein Studium der Theologie an der Universität Island (Háskóli Íslands), welches er 1912 abschloss. Danach war er ein Jahr als Religionslehrer in Reykjavík tätig, ehe anschließend von 1913 bis 1917 eine Tätigkeit als Priester in Hestur und Borgarfjörður folgte. Zwischen 1916 und 1917 war er auch Theologiedozent an der Universität Island. Danach war er zehn Jahre bis 1927 Chefredakteur der Tageszeitung "Tíminn".
Seine politische Laufbahn begann 1923 als Kandidat der Fortschrittspartei (Framsóknarflokkurinn) mit der Wahl zum Abgeordneten des Althing, dem er bis 1934 als Vertreter des Bezirks Strandasýsla angehörte.
Am 28. August 1927 wurde er als Nachfolger von Jón Þorláksson Premierminister von Island und bildete als solcher bis 3. Juni 1932 die erste von der Fortschrittspartei, deren Vorsitzender er ebenfalls 1927 wurde, geführte Regierung. Während seiner Regierungszeit übernahm er bis zum 20. April 1931 und dann wieder ab dem 20. August 1931 das Amt des Industrieministers (atvinnumálaráðherra). Daneben war er vom 8. Dezember 1928 bis zum 7. März 1929 Finanzminister (fjármálaráðherra) sowie zwischen dem 20. April und dem 20. August 1931 auch Justiz- und Kirchenminister (dóms- og kirkjumálaráðherra). Als Premierminister oblag ihm zudem die Wahrnehmung der außenpolitischen Angelegenheiten, da Island als Teil Dänemarks kein eigenständiges Außenministerium besaß. Nach dem Erdbeben, das 1934 große Teile von Dalvík zerstörte, organisierte er als Premierminister ein Hilfskomitee zur Beseitigung der Schäden. Daneben kam es in seiner Amtszeit zu umfangreichen gesetzlichen Förderungen von urbanen Baumaßnahmen.
Am 3. Juni 1932 folgte ihm sein Parteifreund und Schwager Ásgeir Ásgeirsson als Premierminister und Vorsitzender der Fortschrittspartei. Er selbst war danach bis zu seinem Tode Vorstandsvorsitzender der am 1. Juli 1930 gegründeten Búnaðarbanki Íslands.